# Wildensee (Salzkammergut)
Der Wildensee ist ein Bergsee am Fuße des Rinnerkogels im Nordwesten des Toten Gebirges im Salzkammergut und liegt auf etwa 1535 m ü. A.. Er befindet sich im österreichischen Bundesland Steiermark, nur wenige Meter entfernt von der Grenze zu Oberösterreich. An der tiefsten Stelle erreicht er eine Tiefe von 44 m. Die Uferbereiche sind südostseitig sandig, sonst dominieren Felsen; bis auf das Westufer, wo sich zwei kleine flache Buchten befinden, fallen sie steil ab. Der Abfluss des Sees im Süden führt über einen kleinen Wasserfall in den durch eine Felsbarriere vom Seebecken getrennten zweiten Teil der Doline, deren Grund meist trocken ist, und versiegt nach wenigen Metern im Boden.
Der Namensteil „wild“ geht darauf zurück, dass das innere Tote Gebirge früher kein hoheitliches Jagdrevier war und somit jagdfrei, wild.

## Natur
Der See wurde mit Seesaiblingen (Salvelinus umbla) besetzt. Diese bilden hier schlanke Hungerformen (Schwarzreiter) und kräftige Raubformen im gleichen See aus. Die Elritze (Phoxinus phoxinus) ist im Wildensee mit großen Beständen vertreten. Die Feine Armleuchteralge (Chara virgata) und Haarblättriger Wasserhahnenfuß (Ranunculus trichophyllus) wachsen zerstreut, vor allem in den flacheren Uferbereichen.

## Erschließung
Der See liegt am Weg 212 und ist von Norden vom Offensee über die Rinnerhütte erreichbar. Von Süden führt der Weg 212 über das Albert-Appel-Haus.

## Nachweise
1. ↑  Wildensee Steiermark - Bergsee an der Landesgrenze Steiermark / Oberösterreich. Abgerufen am 11. September 2023.
2. ↑  
Eintrag zu Wildensee im Austria-Forum, Autor/Redaktion: Hilde und Willi Senft, abgerufen am 2. September 2020.
3. ↑  
Nr. 35: Totes Gebirge mit Altausseer See. In: natura2000.steiermark.at. Land Steiermark, abgerufen am 2. September 2020.